# آلیسون فن اویتفانک
 آلیسون فن اویتفانک (انگلیسی: Alison Van Uytvanck؛ زادهٔ ۲۶ مارس ۱۹۹۴) یک تنیس‌باز اهل بلژیک است.